# パク・ヨンジン
パク・ヨンジン（朴永振、1981年3月27日 - ）は、韓国のコメディアン。

## 略歴
1981年3月27日、慶尚南道金泉市で生まれた。上に兄が一人いる。東亜放送芸術大学の放送技術科に在籍中、「中毒者」という学内サークルでパク・ソングァンと知り合う。卒業後2007年にKBS22期ギャグマン公開採用に合格してコメディアンとしてデビューした。同じく22期に合格したパク・ソングァンとは、東亜放送芸術大学時代から数えて11年も同じ部屋に住み、ギャグの練習なども一緒にしていたという。
KBSのギャクコンサートでは、「パク対パク」や「集中討論」など、討論するギャグで注目を浴びた。 また、「ミンサン討論」のコーナーではユ・ミンサンとキム・デソンの言葉尻を上手く捉え、放送当時の政治状況に絡めて鋭く切り込む司会者を演じて好評を得た。
2016年1月23日、ソウル特別市永登浦区汝矣島洞63ビルコンベンションセンターで4歳年下のキム・ガヒョンと結婚式を挙げた。

## 学歴
- 金泉帽岩中学校
- 聖義高校
- 東亜放送芸術大学　放送技術科

## 演技活動

### 放送
- 2007年「ギャグ狩り」（ KBS2 ）
- 2007年「笑い充電所」（ KBS2 ） - かつてパク・ソングァンとタッちゃん2線を引く試験マンとして活動したことあった。
- 2007年「ワイド芸能ニュース」（ Mnet ）
- 2007年「ギャグコンサート」（ KBS2 ）
  - <バルサム学堂>
  - <お二人の議論> - 南下党代表役
  - <プロレタンプール局> - 大統領役
  - <集中ディスカッション>
  - <チュンベよ>
  - <パク対パク>
  - <パク対パクII> - 進行役
  - <勉強の神>
  - <利己的な特許所> - スティーブボックス役
  - <BBチャンネル>
  - <8次元株式会社>
  - <ハリウッドアクション>
  - <ギョムフェの> - 学生部先生役
  - <朴部長> - 朴部長役
  - <逮捕王> - 序章役
  - <万引きたち>
  - <現代レアル事典>
  - <ウヘンショ>
  - <地球滅亡報告書>
  - <耐えろ> - パク・ヨンジン化我慢クリニック院長役
  - <耳詰まり警察署> - 強力班長役
  - <王様ゲーム>
  - <へそ泥棒>
  - <事件の顛末> - 刑事役
  - <私の近所の公聴会>
  - <本当に良い時代>
  - <エッジ> - ガチョウ兄役
  - <この夫婦が住んでいる方法>
  - <超近接顕微鏡>
  - <世界よかかってこい>
  - <頑固>
  - <ミンサン討論> - 司会者役
  - <宇宙ライク> - 博士役
  - <アジェさん> - アジェ役
  - <ウェディング> - 結婚式の司会者役
  - <こんなことを知って>
  - <テロブルメーカー> - 風景役
  - <私がすれば> - 緊急対策本部長役
  - <不祥事> - 部長役
  - <何も言わジャングルに再> - 解説役
  - <未来から来た男>
  - <対話が必要1987> - チャン・ドンミン（キム・ドンミン）の父（キム・ヨンジン）役
  - <ドルブラザー> - 既婚男性役
  - <ミンサン訴訟> - 弁護士役
- 2008年「家族オラッカン」（ KBS1 ）
- 2009年「コメディーショーホクホク」（ KBS2 ）
- 2009年「危機脱出ナンバーワン」（ KBS2 ）
- 2010年「青春不敗」（ KBS2 ）
- 2010年「オンゲームネットスペシャル - 部屋脱出3リアルキャンプ」（オンゲームネット）
- 2010年「想像対決」（ KBS2 ）
- 2012年「パク・ヨンジン、パク・チソンの明朗特急」（ SBSラブFM ）
- 2013年「あなたが一度も見られなかったギャグコンサート」（ KBS2 ） - MC
- 2015年「世界悪い犬はいない　シーズン1」（ EBS1 ） - ナレーション
- 2020年「知りあいの先輩」 - ゲスト出演
- 2020年JTBC 「ジャンルだけコメディ」

- 2016年MBC FM4U 「チョン・ユミのFMデート」「上司、病」 - 固定ゲスト（平日）

### ドラマ
- 2015年SBS連続ドラマ「帰ってきたファン・グムボク」 - リヒャン屋台のチンピラ役

### 映画
- 2011年「赤い帽子の真実2」 - 声優役

## 流行語

### 「ギャグコンサート」
- それを知っている人がそう？ （集中議論）(그걸 아는 사람이 그래?)
- チュンベだ！ （チュンベだ）(춘배야!)
- ユ・ミンサン氏どう思われますか？ （ミンサン討論）(유민상씨 어떻게 생각하십니까?)
- ギャグコンサート　ジョ・ジュニPDとは全く関連がないことを申し上げます。あくまでもユ・ミンサン氏の個人的な意見であることを改めて強調するものです。 （ミンサン討論）(개그콘서트 조준희 PD와는 전혀 관련이 없음을 말씀드립니다. 어디까지나 유민상 씨의 개인적인 의견임을 다시 한번 더 강조하는 바입니다. )
- ムン・ジェイン？ムン・ジェイン？新しい政治民主連合党代表ムン・ジェイン氏のことをおっしゃているのでしょうか！？ （ミンサン討論）(문재인? 문재인? 새정치민주연합 당대표 문재인 말씀하시는것입니까? )
- 録画放送でありますので編集なしで放送される点再びご了承お願いします。 （ミンサン討論）(녹화방송이라 여과없이 방송되는 점 다시 한 번 양해 말씀드립니다.)
- こんにちはXファイルのパク・ヨンジン剤です。 （バルサム学堂）
- 男は天である。こんにちは。男下党代表パク・ヨンジンです（二人の議論）(남자는 하늘이다. 안녕하십니까? 남하당대표 박영진입니다)
- 女性が○○すること自体が問題です。 （二人の議論）(여자들이 ○○하는 것 자체가 문젭니다. )
- ミスターK、確認してみなさい （事件の顛末）(미스터 K, 확인해봐.)
- 君、今私と言葉遊びかね？ （事件の顛末）(너 지금 나랑 장난해?)
- よ、インターン！ （不祥事）(야, 인턴!)
- グッドジョブ！ハンコバンバン！ （何も言わジャングルに再）(굿 잡! 도장 쾅쾅!)
- ただ何も言わもするんですよ～（何も言わジャングルに再）
- こんにちは、結婚2年目パク・ヨンジンです～（ドルブラザー）(안녕하십니까, 결혼 2년차 박영진입니다~)
- それは君の考えだから～（バルサム学堂）(그건 니 생각이고~)

## 公演
- 2009年演劇「シークレット」

## 広告
- 2010年 長興海運オレンジ号
- 2011年 エヌ・ドアーズ不滅オンライン
- 2011年 ノルブ　ブデチゲ＆鉄板焼き
- 2011年 ラッキューカラオケ練習場
- 2012年 韓国キング遺伝子
- 2012年 韓国デルモンテ　ゴールドファイン
- 2013年 SKテレコム「LTE無限の能力ヌッ」キャンペーン
- 2014年 緑の傘子供財団「大人の日」キャンペーン
- 2015年 SKテレコム　奇妙な大通信討論
- 2017年 イエヌピゲームズリング
- 2019年 パルド　デワントゥッコン
- 2021年 4399Korea三国志Global

## キャリア
- 2011年7月行政安全部　個人情報保護　広報大使
- 2012年6月倹約フォン広報大使
- 2013年4月警察、病院、健康広報大使
- 2015年9月警察庁ボイスフィッシング根絶　広報大使
- 2019年5月金泉市広報大使

## 受賞
- 2003年 Nate主催ギャグフェスティバル1位
- 2004年 COEX主催ギャグフェスティバル3位
- 2010年 KBS芸能大賞コメディ部門男優秀賞
- 2010年 KBS芸能大賞コメディ部門最優秀コーナー賞
- 2012年 SBS芸能大賞ラジオDJ賞
- 2015年 KBS芸能大賞コメディ部門最優秀コーナー賞